# Nadieżda Durowa
Nadieżda Andrejewna Durowa (ros. Надежда Андреевна Дурова, ur. 6 września?/17 września 1783 w Jełabudze, zm. 2 kwietnia 1866 tamże) − rosyjska oficer, pierwsza w tej roli kobieta w historii Rosji, pisarka.

## Życiorys
Durowa urodziła się w 1783. W 1812 zaciągnęła się do rosyjskiej armii jako Aleksandr Sokołow, by walczyć przeciw francuskiej inwazji. Służbę pełniła do 1816, gdy opuściła ją w randze rotmistrza. Jej postać stała się słynna w całej Rosji, a odwaga została przez cesarza Aleksandra I nagrodzona Krzyżem św. Jerzego.
W 1836 opublikowała swoje wspomnienia Kawalerzysta-dziewica, do stworzenia których zachęcił ją poeta Aleksandr Puszkin. Napisała także kilka powieści, m.in. postulujących równouprawnienie kobiet.